# HD 118536
HD 118536，又名BD+50 2014，SAO 44682、HR 5126，是一颗恒星，视星等为6.49，位于銀經104.68，銀緯66.01，其B1900.0坐标为赤經13h 32m 35.8s，赤緯+49° 66.01′ 49″。